# گارودا لینوکس

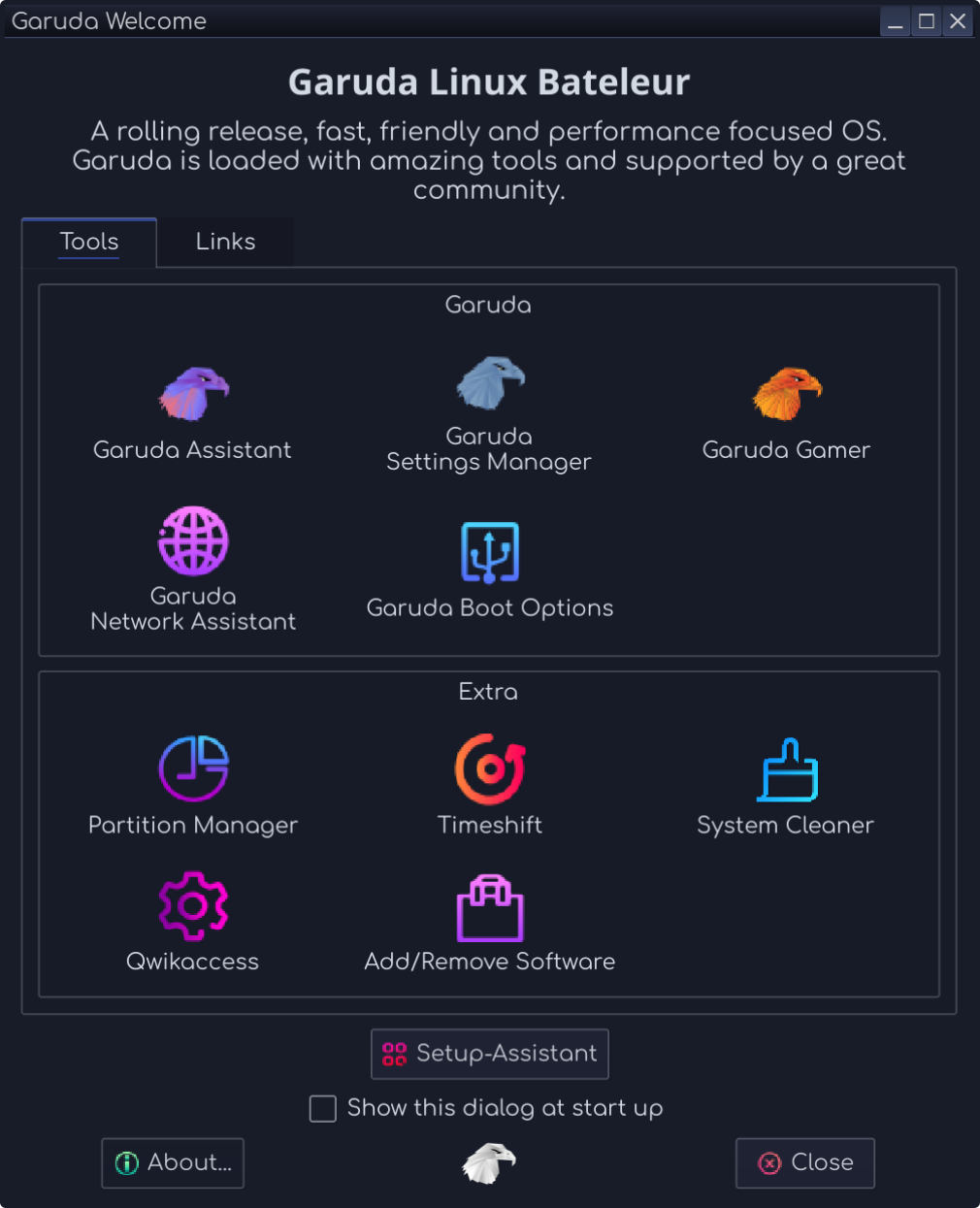
نرم‌افزار Welcome در گارودا لینوکس

گارودا لینوکس یک توزیع لینوکس آزاد و منبع باز که بر اساس سیستم عامل آرچ لینوکس طراحی شده‌است. تمرکز اصلی گارودا لینوکس تولید رابط کاربری جذاب و کاربرپسند است. این مدل دارای روش به روزرسانی انتشار غلتان است و از Pacman به عنوان مدیر بسته خود استفاده می‌کند. اصطلاح گارودا از هندوئیسم سرچشمه می‌گیرد که به عنوان پرنده خورشیدی شبیه عقاب الهی و پادشاه پرندگان تعریف می‌شود.

## محیط‌های رومیزی
گارودا لینوکس KDE در سه نوع ارائه می‌شود.
1. Dragonized
2. Dragonized Gaming
3. Dragonized BlackArch

گنوم گارودا لینوکس دارای تم تاریک سفارشی گارودا لینوکس و تم روشن گنوم است.
گارودا لینوکس Xfce، که دارای تم تیره گارودا لینوکس و تم روشن Xfce است.
تم گارودا LXQt-kwin، که دارای تم تیره گارودا و تم روشن LXQt-kwin است.
تم گارودا Wayfire، که دارای تم تیره گارودا و تم روشن Wayfire است.
تم گارودا Qtile، که دارای تم تیره گارودا و تم روشن Qtile است.
تم گارودا i3wm، که دارای تم تیره گارودا و تم روشن i3wm است.
تم گارودا Sway، که دارای تم تیره گارودا و تم روشن Sway است.
گارودا لینوکس دارای گزینه ای به نام Barebones برای کاربران پیشرفته است. این برای کاربرانی است که نرم‌افزار و قابلیت‌های اضافی نمی‌خواهند. Barebones KDE و GNOME دارای حداقل بسته‌هایی هستند که به سیستم عامل اجازه می‌دهد عملکردهای ساده ای را اجرا کند. گارودا لینوکس هیچ گونه پشتیبانی از کاربران Barebone نمی‌کند، زیرا کاربر می‌تواند توزیع لینوکس خود را کنترل کند.

## سیستم مورد نیاز
الزامات سخت‌افزاری گارودا بسته به محیط دسکتاپ مورد استفاده متفاوت است برای مثال در نسخه Dragonized Gaming که برای بازی بهینه شده‌است به میزان رم بیشتری نیاز است اما توسعه دهندگان حداقل الزامات را به این صورت میدانند:
- حداقل الزامات:
  - فضای ذخیره‌سازی ۳۰ گیگابایت
  - ۴ گیگابایت رم
- الزامات توصیه شده:
  - فضای ذخیره‌سازی ۴۰ گیگابایت
  - ۸ گیگابایت رم

گارودا لینوکس همچنین به یک USB دیسک نیاز دارد که حاوی ۴ گیگابایت فضای ذخیره‌سازی برای نسخه‌های استاندارد آنها باشد. محیط‌های دسکتاپ گیمینگ نیاز به یک یو اس بی با ۸ گیگابایت فضای ذخیره‌سازی در دسترس دارند.

## نصب و راه اندازی
وب سایت گارودا لینوکس تصاویر ISO را ارائه می‌دهد که می‌تواند بسته به تصویر ISO انتخاب شده، از USB که دارای ۴ تا ۸ گیگ فضای ذخیره‌سازی است، استفاده کند. بعد از اینکه کاربر پارتیشن‌ها و فرمت‌های خود را روی درایو خود تنظیم کرد، می‌تواند USB را وارد کرده و از BIOS در آن بوت شود. Calamares (یک نرم‌افزار آزاد و متن باز برای نصب توزیع‌های مختلف لینوکس) مراحل خود را آغاز کرده و یک نصب کننده گرافیکی (GUI) به کاربر ارائه می‌دهد.
گارودا لینکس تاریخهای خاصی را برای انتشار برنامه‌ریزی نمی‌کند، اما از سیستم انتشار غلتان (روشی برای آپدیت کردن برخی توزیع‌های لینوکس از جمله آرچ لینوکس) استفاده می‌کند که بسته‌های جدید در طول روز ارائه می‌شود. مدیریت بسته‌های آن به کاربران اجازه می‌دهد تا به راحتی سیستم‌ها را به روز کنند.

## امکانات
گارودا لینوکس از یک نصب کننده گرافیکی به نام Calamares استفاده می‌کند. مدل انتشار غلتان به این معنی است که کاربر نیازی به ارتقاء یا نصب مجدد کل سیستم برای به روز نگه داشتن همه موارد در آخرین نسخه ندارد. مدیریت بسته توسط Pacman از طریق خط فرمان (ترمینال) و ابزارهای مدیریت بسته GUI پیش فرض مانند Pamac از پیش نصب شده انجام می‌شود. می‌توان آن را به صورت یک سیستم پایدار (پیش فرض) یا bleeding edge (انتشار آزمایشی) پیکربندی کرد. گارودا لینوکس شامل رابط کاربری رنگی است که در تم‌های مختلف موجود است، اگر کاربر هیچ‌یک از تم‌های UI را نپسندد، سفارشی سازی بیشتر به دلخواه کاربران مجاز است.

## تاریخ
گارودا لینوکس در ۲۶ مارس ۲۰۲۰ منتشر شد.

## توسعه دهندگان
تیم توسعه گارودا لینوکس از مناطق مختلف در سراسر کره زمین آمده‌اند. برخی اسامی اصلی خود را ارائه می‌دهند و در غیر این صورت نام مستعار ارائه میشود.
- Librewish (Shrinivas Kumbhar): بنیانگذار اصلی گارودا لینوکس. دانشجوی تمام وقت علاقمند به مطالعه فناوری. از هند.[۱۱]
- SGS: بنیانگذار گارودا لینوکس. دوست دارد هنرمندانه کار تیم توسعه دهندگان برجسته را برجسته کند. سرگرمی او ایجاد آرم و آواتار است.[۱۲]
- tbg: یک کاربر قدیمی لینوکس از ساحل غربی کانادا.[۱۳]
- dr460nf1r3 (نیکو): یکی از علاقه مندان لینوکس از آلمان که عمدتاً سرور و نسخه "dr460nized" را نگهداری می‌کند.[۱۴]
- یورپر: یک متخصص فناوری اطلاعات، ساکن استرالیا، کاربر لینوکس و علاقه‌مند متولد اواخر دهه ۹۰. نسخه Xfce گارودا لینوکس را حفظ می‌کند.[۱۵]
- Naman Garg: توسعه دهنده وب جوان از هند که وب سایت را نگهداری می‌کند.[۱۶]
- Rohit: یکی از علاقه مندان به FOSS دوست دارد با دسکتاپ‌های لینوکسی آزمایش کند و نسخه Qtile را حفظ کند.[۱۷]
- TNE: توسعه دهنده از اتریش با مهارت‌های استثنایی C و JavaScript. سرورها و ابزارهای گارودا را نگهداری می‌کند.[۱۸]